# Hans Jordan (Bankier)
Hans Jordan (* 3. Februar 1848 in Elbing; † 10. Oktober 1923 in Elberfeld (heute zu Wuppertal)) war ein deutscher Jurist, Bankier, Unternehmer und Mäzen.
Hans Jordan studierte nach dem Abitur Rechtswissenschaften. Im Jahr 1874 ging er zur Preußischen Staatsbank nach Berlin und arbeitete später als Assessor bei der Reichsbank-Niederlassung Dresden. Ab 1879 war Jordan zweiter Vorstand der Reichsbank-Niederlassung Elberfeld. Ab 1885 war er Direktor der Bergisch-Märkische Bank AG in Elberfeld. Im Jahr 1893 war er einer der Gründer der Westdeutschen Bodenkreditanstalt in Köln. Später war Jordan Vorstandsmitglied der Vereinigte Glanzstoff-Fabriken AG und Aufsichtsratsmitglied der Deutsche Bank AG.
Er lebte mit seiner Ehefrau Cläre (1858–1933) ab 1896 auf Haus Mallinckrodt in Herdecke. Sein Sohn Hans Jordan jr. starb bereits 1903 im Alter von nur 25 Jahren. Für seine Verdienste erhielt Jordan den Ehrentitel Kommerzienrat.